# ひまじん
『ひまじん』は、重野なおきによる日本の4コマ漫画作品。主に、芳文社の雑誌『まんがタイムジャンボ』で2000年8月号より2009年10月号まで連載後、『まんがタイム』に移籍し、2010年4月号より2012年10月号まで連載された。

## 作品概要
主人公の森川つぐみは、外出を何よりも嫌うフリーター。内職のみによって収入を得る傍ら、頻繁に訪れてくる親友の和久井理沙と遊んだり、悠々自適な日々を過ごしている。まれに外出することもあるが、物語の大部分は6畳一間のつぐみの部屋とベランダから一歩も出ずに展開され、まったりとした時間がゆったりと描かれる。

## 主な登場人物
森川つぐみ（もりかわ つぐみ）
20歳。フリーター。身長150cm。体重35-48kg。血液型O型。4月20日生まれ。牡羊座。金沢（石川県金沢市）出身。梅川中学出身。
高校卒業後、OLとして働いていたが、冬眠を会社が認めなかったために退職しフリーターとなる。顔は可愛いが超出不精で、コンビニや銀行を除くと彼女の外出は極めてまれである（ただし、ごく初期を除くと、これらの外出を思わせる描写もほとんどなくなっている）。積極的に外出したのは、親友の理沙が風邪で寝込んだり過労で入院した時のお見舞いや、駅前に出来た大きな古本屋に行く時、公園で天体観測する時など。最後までつぐみの部屋が全く登場しなかった話は、理沙が風邪の時に彼女の自宅へ見舞いに行った話のみ。また、理沙が「自分が結婚したら結婚式に来てくれる？」と聞いた時、「（仮に式を挙げるのが）外国でも行くよ」と、即答で快諾している。
1日中寝ていて、夜起きることもしばしばで、朝4時まで起きているなど夜更かしも結構する。コタツが大好きで、1年の大半はコタツが部屋に出ている。扇風機とコタツが一緒にあることも珍しくない。
アルバイトは全て内職を選び、自宅から極力出ないよう心掛けている。彼女が作る造花は非常に評判が良く、依頼されている会社でも生産量はトップ。バラや菊どころか、ラフレシアまで作れる。
家族は、実家に両親と、田舎に祖父がいる。2巻までは両親のことを父上・母上と呼んでいるが、3巻以降では父さん・母さんと呼んでいる。両親以外の家族構成は不明だが、「リョウくん」と呼ばれているイトコ（まだ赤ん坊）と、アラスカに「のぼる叔父さん」という親戚がいるらしい。
電気・ガス・水道・電話・家賃など各種の公共料金などの滞納・利用差し止めが常日頃から繰り返され、特にMHKの受信料を巡っては、徴収員との激しい戦いが繰り広げられている。食料は理沙の差し入れが頼みの綱。重度のマヨラーであり、冷蔵庫の中はマヨネーズだけ。料理はめったにしないが、作る時には結構まともな料理を作ることも多い。その一方で、普通は食材にしないものを使用した、いわゆるゲテモノ料理を作ってしまうこともある。
読書を趣味とし、雑学書、歴史小説、推理小説、漫画などが好き。また、トランプやオセロ、UNOなど、ゲームや勝負事にめっぽう強い。雷が大の苦手で、恐怖のあまり押し入れの中にこもってしまうこともある。 夏は、快適だからという理由で、男物のトランクスを愛用していて（下半身はそれ一つだけの格好）、理沙にもあきれられている。
頭頂部には“アホ毛”があり、食糧の匂いを察知する器官として使われている。また、切ると平衡感覚を失うらしい。MHK男の足音を聞き分けるために聴力が発達している。視力は両目とも2.0。
緑丸（みどりまる）
つぐみが育てているサボテン。ただし、まともに育てられることがなく、ことごとく枯れたり潰したりして失われているが、時には死因（？）がハッキリしないまま、次の登場時には次の緑丸に変わっていることも。
買い直すたびに「緑丸○号」の名を付けられる。全部通販らしい。終盤はつぐみが現在何号か忘れたため登場しなくなる。
作者の別作品『Good Morning ティーチャー』にて、似た形のサボテンが校長室の窓際に置かれていることがある。
扇風機（せんぷうき）
エアコンのないつぐみの部屋では主力の冷房器具。故障して羽根が飛び出したりすることも。また、故障で何度か買い換えられている。いいものかどうかのつぐみ的基準は、回転している扇風機に向かって正面から「ああああ」と言って、音の響きが良いこと、らしい。
コミックス5巻で、「登場人物紹介」のページで緑丸や炬燵などと同列で紹介されている。
こたつ
つぐみの必需品。こたつ布団には「こた郎」「こた美」と名前を付けている。
コミックス5巻で、「登場人物紹介」のページで緑丸や扇風機などと同列で紹介されている。
ダンボール箱
色々な物と夢が詰まっている。主に荷物を詰め、宅配便として送られてくる。空き箱を重ね、つぐみが「巨大だるま落とし」で遊ぶことも。
コミックス6巻で、「登場人物紹介」のページでキャラの1つとして紹介されている。
和久井理沙（わくい りさ）
20歳。OL。身長167cm。体重50-53kg。血液型B型。8月27日生まれ。乙女座。金沢（石川県金沢市）出身。竹田中学出身。住んでいる場所は不明だが、アパートかマンションの1階に住んでいるらしい。中学時には「幽霊部」なる部活に所属、活動内容は主に研究など。卒業アルバムには都合により写真が掲載されていない。
つぐみの親友で高校時代の同級生。腰までの長さのロングヘアで、身長の高さと相まってスタイルは悪くないのだが、当人はいつも体重を気にしている。
仕事が休みの日など、暇さえあればつぐみの家に遊びに行っており、つぐみの家からの方が会社に近いこともあってか、泊まることも頻繁。つぐみの予想外の行動に困惑してしまうことも多いが、つぐみとは親友として信頼関係にある。仕事や人間関係で疲れるOLの理沙にとって、つぐみの部屋はやすらぎの空間となっている。
性格は結構乱暴で、つぐみを殴ったり蹴ったりすることもあり、つぐみの代わりにMHK男を追い払ったり、襲ってきたドーベルマン型ロボット犬に素手の格闘で勝ったりする。その反面、ネズミが大の苦手で、つぐみの部屋の天井裏でネズミの足音と鳴き声がしただけで半泣きになるほど。
酒が大好きで、つぐみと酒盛りをすることもあるが、肝臓が弱く、あまり量は飲めない様子。
つぐみ同様、読書が趣味で、エッセイ、詩集、音楽情報誌、漫画が好き。自ら「MYポエム」と題した詩集を綴っている。（フィギュア）スケートのスピンも得意。イラストや漫画を描くのが好きで、投稿作品が雑誌などに載ることも。ペンネームは「夢☆キラリ」。ゲームや勝負事はつぐみにまったく勝てないほど弱く、早口言葉も苦手で舌をかんでしまう。しかし、「あっち向いてホイ」だけは、つぐみと互角の達人。
『ぼくの彼女はウエートレス』第1巻に2コマ登場している。
MHK男
MHK（架空の公営放送局）の受信料集金人。本名不明。集金のためなら手段を選ばない。
訪問・集金活動を繰り返すうち、つぐみから受信料を取り立てることが生き甲斐になってしまう。それに伴い最初はつぐみを「森川さん」と呼んでいたのが、途中以降「森川つぐみ」とフルネームで呼び捨てにすることがほとんどになった（それでも、ごくまれに「さん」付けで呼んだり、森川さんと呼ぶことがある）。大家からの入れ知恵でベランダから侵入を試みるも失敗、他にもさまざまな手段を使った作戦を展開している。作者の別作品『たびびと』に名前が一度だけ出された（吸血鬼の館にも入ってくるらしい）。
後輩
姓名不明。MHK男の後輩。2巻13ページに初登場し、以降、MHK男に同行する。
MHK男よりルックスが良い。MHK男とともに強硬に出ることはなく、むしろMHK男の暴走を止めようとしたり、つぐみに関する情報を仕入れてきたりすることが多い。そのため、MHK男のように蹴っ飛ばされたりするようなひどい目に遭うことはない。
宮本（みやもと）
つぐみの隣の部屋（203号室）の住人。フルネームは不明。
フェラーリ・テスタロッサの購入によって借金まみれとなったが、返済の意志はなく返済回避すべく日夜努力している。彼女がいるらしいが、その彼女すら借金のカタに差し出した人でなし。家財道具を根こそぎ差し押さえられたり、身ぐるみはがされたりすることもしばしば。しかし、MHK受信料はなぜかきちんと払っている。つぐみの部屋にお金を借りに来るネタが多い。
大家さん
つぐみと宮本が住むアパートの大家。
MHK受信料と同様に家賃も払ってもらいたいらしく、ベランダから侵入しようとして失敗している。後に、受信料を払わないつぐみについてベランダが手薄なことをMHK男に教えたが、MHK男も失敗に終わる。
正面からの顔がはっきりと現れていない。また、後期にはあまり出現しない。
刑事
本名は不明。あだ名は「ベンさん」。時々つぐみの家に来て、1日中外出しないつぐみを不審者として逮捕しようとしたり、理沙とストーカー犯人を他人の空似で間違えたり、焼芋屋のトラックで犯人の車を追跡したりと、ろくなことをしない。
宅配のお兄さん
丸い顔に太い眉が特徴。つぐみへの宅配便は、いつも彼が持ってくる。つぐみの部屋への数少ない訪問者の1人。
ジョニー
コミックス4巻から登場。TV番組「男の天気予報」で天気予報を行っている。「雨が涙を洗い流してくれる」などと男らしいことばかり言う。つぐみ達も、次第に楽しんで見るようになっている。天気予報が外れても言い訳はしないが、ケジメとして頭を坊主にする。「ジョニー」という名前は、コミックス5巻で初めて判明した。
炎田鉄平
コミックス5巻から登場。よく選挙に立候補している熱血政治家。つぐみのアパートの前を通ってはあるあるネタの公約を叫ぶ。つぐみには「政治家さん」と呼ばれている。当選したかは不明。

## 備考
1巻3 - 6ページには「特別描き下ろし編」が収録。2巻41 - 44ページには、4ページ分のショートショートバージョンが収録されている。後者は4コマではない。また、ほとんどの話の最後にはおまけの1コマが付いていて、裏表紙にはおまけの4コマ、さらに表紙を外すと本の表裏におまけの1コマが書かれている。各回の扉絵（大コマ）にある「ひまじん」の表記は連載されているものと単行本のものとは異なるが、単行本5巻の中に1ヶ所だけ連載と同じ表記のものがある。
つぐみのアパートは東京都内の築10年のアパート。詳しい住所は不明だが、コミックス1巻に「23区指定ゴミ収集袋」が登場している。一度だけ「西町」という表記が出た（しかし「町長選挙」や「行くぞ県外」という発言もあるため、不明確であることに変わりない）。家賃は月3万円。幽霊が過去7回出現したが慣れたらしい。さらに、つぐみによれば「この部屋（202号室）には大家さんに聞いた七不思議がある」らしい（コミックス5巻）。部屋の天井には住人のつぐみですら知らなかった煙感知型のスプリンクラーがあり、ベランダには蕎麦屋とピザ屋へ直通の糸電話が設置されているほか、釣り竿を用いて近隣の畑の野菜を収穫する（当然泥棒である）ことができるなど、外出しないための工夫が施されている。
部屋は6畳一間で、202号室につぐみ、203号室に宮本、部屋は不明だが1階に夫が陶芸家の松尾夫妻、102号室に会社員の山田が住む。1巻69ページにつぐみの部屋の中の構造が公開されている。ストーブは使用禁止とされているが、3巻56ページでつぐみが部屋で電気ストーブを使っているシーンがある。
つぐみの部屋のベランダは、建物の裏の草むらに面しているはずだが、時々アパート前の道路に面していることがあったり、扉絵では河川敷が見えるときもあったりする。畑になったかと思いきや駐車場になったりと統一されていない。
コミックス各巻の最後のページの4コマ2つは、理沙のセリフが「とことんこいつにつきあってやるか」などつぐみと理沙の関係、または今の生活を再確認するような内容になっている。が、別に真面目な堅苦しい内容ではない。
当初はつぐみと理沙の年齢設定は「20歳」となっていたが、作者によると、いいかげんずっとハタチというのも何なので、最近は「20代前半」というスタンスでやっているという（コミックス5巻あとがき）。
『ぼくの彼女はウエートレス』同様モブキャラクターとして『Good Morning ティーチャー』のキャラが登場することがある。
ページ数はタイムジャンボ時代は4～6ページと回によって変動していたが、タイムで再開後は最終回まで一貫して5ページと変動はなかった。
当作品の最終回以降、『まんがタイム』からは事実上撤退している。

## 書誌情報
- 掲載誌 - 全て芳文社刊。
  - 『まんがタイムジャンボ』（月刊） - 2000年8月号から2009年10月号まで毎号掲載、ただし、2004年4月号から同年9月号までは休載。
  - 『まんがタイム』（月刊） - 2000年6月号、2002年4月号 - 同年9月号に掲載、2010年4月号から毎号掲載。
- 単行本 - 重野なおき『ひまじん』 芳文社〈まんがタイムコミックス〉、全7巻
  1. 2002年7月18日発行（2002年7月3日発売[2]）、ISBN 4-8322-6259-9
  2. 2003年10月18日発行（2003年10月3日発売[2]）、ISBN 4-8322-6306-4
  3. 2005年11月17日発行（2005年11月2日発売[2]）、ISBN 4-8322-6427-3
  4. 2007年9月22日発行（2007円9月7日発売[2]）、ISBN 978-4-8322-6569-1
  5. 2009年5月22日発行（2009年5月7日発売[2]）、ISBN 978-4-8322-6740-4
  6. 2011年3月22日発行（2011年3月7日発売[2]）、ISBN 978-4-8322-6945-3
  7. 2012年10月21日発行（2012年10月6日発売[2]）、ISBN 978-4-8322-5118-2